# Laomenes
Laomenes Clark, 1919 è un genere di gamberetti della famiglia Palaemonidae.

## Descrizione
Sono gamberetti di piccola taglia, con livree mimetiche che si adattano alla colorazione degli organismi ospiti.

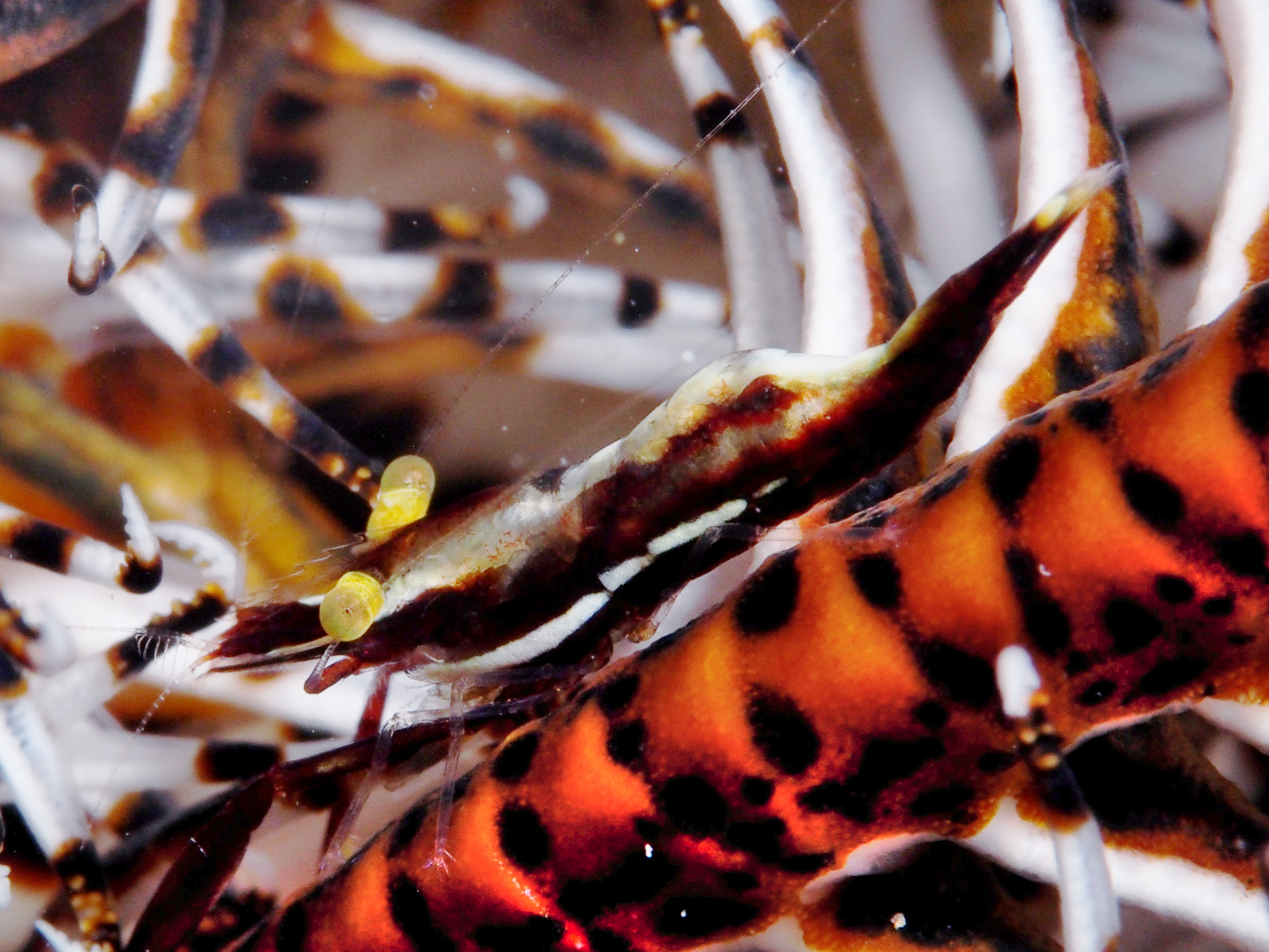
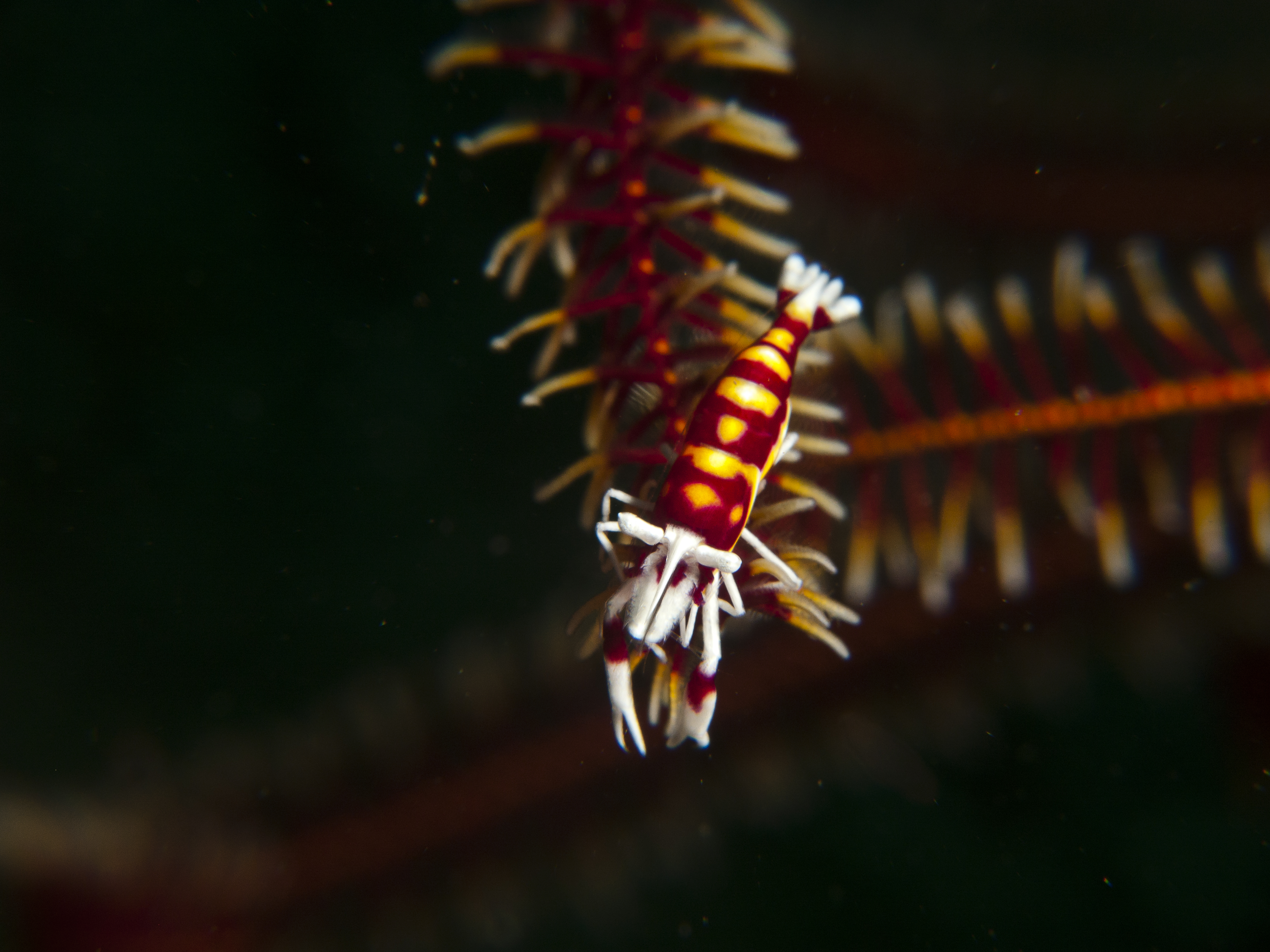
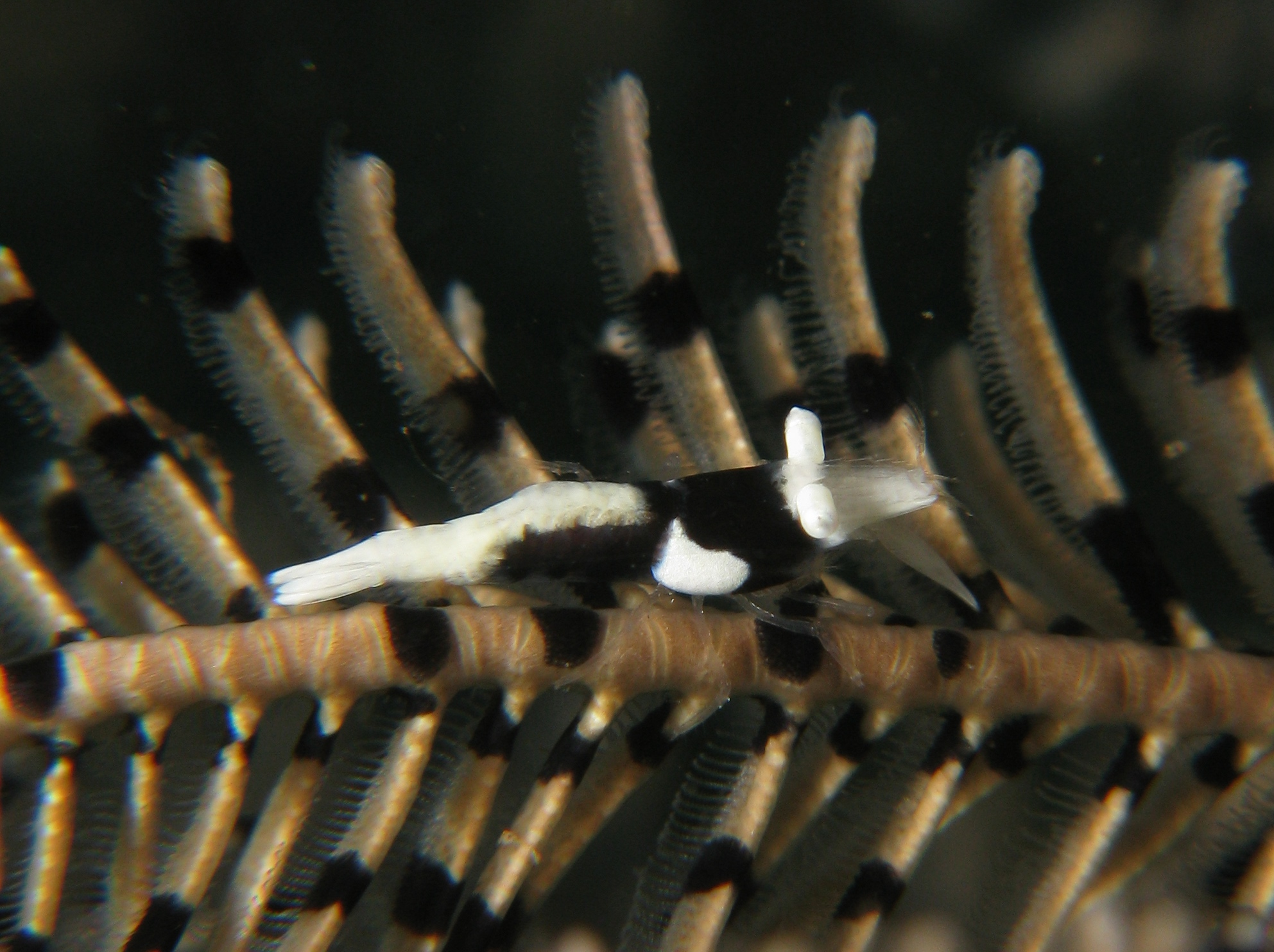
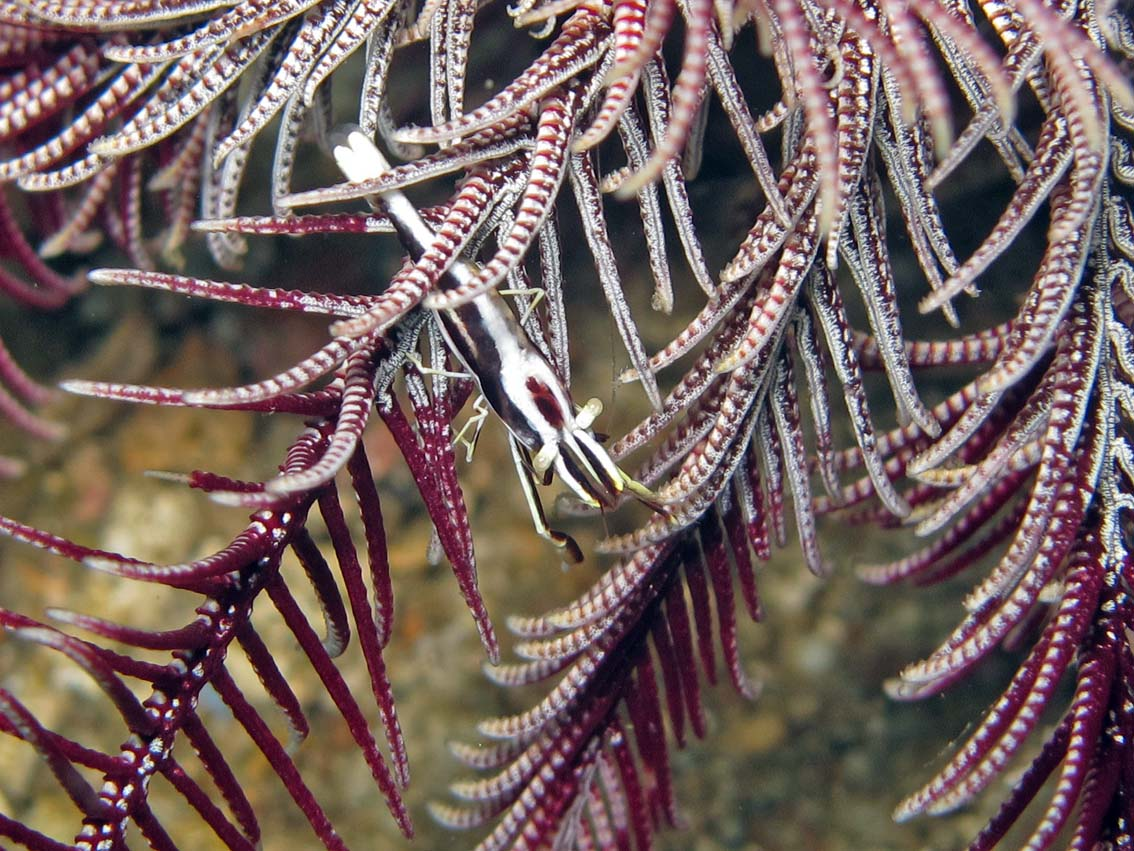

## Biologia
Questi gamberetti vivono spesso in simbiosi con animali di taglia maggiore, perlopiù celenterati o crinoidi.

## Tassonomia
Il genere comprende le seguenti specie:
- Laomenes amboinensis (de Man, 1888)
- Laomenes ceratophthalmus (Borradaile, 1915)
- Laomenes clarki Marin, 2009
- Laomenes cornutus (Borradaile, 1915)
- Laomenes gyrophthalmus Marin, Chan & Okuno, 2012
- Laomenes holthuisi Marin & Okuno, 2010
- Laomenes jackhintoni (Bruce, 2006)
- Laomenes nudirostris (Bruce, 1968)
- Laomenes pardus Marin, 2009
- Laomenes pestrushka Marin, Chan & Okuno, 2012
- Laomenes tigris Marin, 2009